# Кислотно-основні реакції
Кислотно-основні реакції — це хімічні реакції між кислотою і основою. Існує декілька концепцій опису механізму реакцій цього типу. Так за теорією Бренстеда-Лоурі — це хімічні реакції між молекулами, чи йонами з переносом протонів (йонів водню) H+. Оскільки при цьому типі реакцій одна частинка віддає протон, а інша приєднує, називають такі реакції також протолізом.

Отже при типовій кислотно-основній реакції відбувається передача одного або декількох протонів (йонів водню) H + між частинками речовини. Ці частинки речовини можуть бути як електрично нейтральними (тобто молекули: води H2O, оцтової кислоти CH3CO2H і т. ін.), так і зарядженими (тобто йонами: амоняку NH4+, Гідроксид-іоном OH-, карбонат-йоном СО32−;т. ін.).
При цьому в більш загальному випадку у кислотно-основній реакції можуть брати участь молекули і йони, що мають кислотний характер, але не виділяють іонів водню (наприклад такі як хлорид алюмінію AlCl3, іон срібла Ag+) .

## Протоліз
Механізм протолізу кислотно-основної реакції можна поділити на дві частини:
1. Віддача протона: {\displaystyle \mathrm {HCl\longrightarrow Cl^{-}+H^{+}} }
2. Приєднання протона: {\displaystyle \mathrm {H_{2}O+H^{+}\longrightarrow H_{3}O^{+}} }

При розчиненні хлороводню у воді утворюється соляна кислота.
{\displaystyle \mathrm {HCl+H_{2}O\longrightarrow H_{3}O^{+}+Cl^{-}} }
При цьому HCl віддає  один H+ і стає Cl−
Вільний H+ приєднується до H2O та утворює H3O+.
У іншому випадку амоняк реагує з амфолітом водою, що виступає в ролі кислоти та стає основним розчином:
{\displaystyle \mathrm {NH_{3}+H_{2}O\longrightarrow NH_{4}^{+}+OH^{-}} }

## Реакції нейтралізації
Окремим випадком кислотно-основних реакцій є реакція нейтралізації, при якій кислий розчин реагує з основним з утворенням нейтрального. Таким чином основною частиною реакції, що є у цьому випадку, це реакція йону оксонію (кислота) як донора протонів з гідроксид-іоном (основа) як акцептора протонів з утворенням нейтральної молекули води:
{\displaystyle \mathrm {H_{3}O^{+}+OH^{-}\rightarrow 2\;H_{2}O} }
Іншим прикладом може служити реакція газоподібного хлороводню з газоподібним амоняком з утворенням твердої речовини хлориду амонію:
{\displaystyle \mathrm {HCl+NH_{3}\longrightarrow NH_{4}Cl} }